# Klangcollage
Eine Klangcollage ist ein Tondokument, das aus einer Zusammenstellung von Bruchstücken oder Samples zugrunde liegender Musikstücke und Aufnahmen hervorgeht. Ähnlich wie bei der verwandten visuellen Gattung der Collage kann sich dabei neue Wirkung entfalten, die in den Einzelkomponenten noch nicht enthalten ist, auch wenn diese für sich im Ganzen wiedererkennbar sind.
Klangcollagen wurden technisch realisierbar mit der zunehmenden Verbreitung des Magnettonbands in den frühen 1960er Jahren. Aufnahmetechniker erkannten bald die Möglichkeit, Bänder mit Hilfe von Rasierklingen zu zertrennen, in neuer Anordnung zusammenzufügen und zusätzliche Quellen einzubeziehen. Kurze Zeit später nahmen sich erste Musiker dieses Verfahrens an: Iannis Xenakis gilt als erster bekannter Komponist, der mit Klangcollagen gearbeitet hat, weitere Pioniere sind John Cage, Brion Gysin und William S. Burroughs. Die bekanntesten frühen Beispiele in der Popmusik finden sich in der Musik der Beatles. Für das Stück Being for the Benefit of Mr. Kite! auf dem Album Sgt. Pepper’s Lonely Hearts Club Band von 1967 zerlegte ihr Produzent George Martin die Aufnahme eines Karussells und fügte die Bruchstücke in zufälliger Reihenfolge wieder zusammen. Unter dem Einfluss seiner damaligen Lebensgefährtin, der japanischen Avantgarde-Künstlerin Yoko Ono, stellte John Lennon eine achtminütige Soundcollage aus Geräuschen und Stimmen zusammen, die 1968 unter dem Namen Revolution No. 9 auf dem Album The Beatles veröffentlicht wurde.
In den 1980er und 1990er Jahren beeinflussten zwei bekannte Urheberrechtsverfahren die öffentliche Wahrnehmung des Begriffs: Neben der Canadian Recording Association, die John Oswald nach der Veröffentlichung des Collagen-Werks Plunderphonics verklagte, ging die Plattenfirma Island Records gegen die Band Negativland gerichtlich vor, die eine Single namens U2 mit Samples der gleichnamigen Rockband veröffentlicht hatte.
Die anwachsende Popularität der Musikstile Rap und House in den 1990er Jahren, die das Sampling und damit den Gedanken der Soundcollage zum Stilmittel machten, förderte das Interesse an Soundcollagen.